# Circuit de Chambley
Le circuit de Chambley est un circuit automobile français situé à proximité immédiate du village de Chambley-Bussières, en Meurthe-et-Moselle. Homologué par la Fédération française du sport automobile (FFSA) depuis mi-2011, il se trouve à l'extrémité de la base aérienne de Chambley-Bussières. Une école de pilotage automobile y est installée.
Atypique de par son sens de circulation (on y tourne dans le sens antihoraire), la piste mesure environ 3 300 mètres de long sur 12 m de large. Elle compte 17 virages et une ligne droite d'environ 400 m. De nombreux roulages moto et automobile y sont organisés tout au long de l'année.

## Historique
La base aérienne qui héberge le circuit de Chambley a été installée en 1952 par les forces américaines dans le cadre de l'OTAN. Elle est utilisée par l'US Air Force de 1953 à 1967, date à laquelle les derniers militaires américains quittent la France. La base sera cédée à l'Armée de l'air française, qui va utiliser le site pour des manœuvres et exercices.
Dans les années 1970, alors que la base est à l'abandon, les pistes et voies de circulation sont utilisées pendant les week-ends par des pilotes amateurs (auto et moto) sur un tracé improvisé comprenant quelques chicanes pour casser la vitesse dans les longues lignes droites.
En 2008, la base devient la propriété de la région Lorraine. Le circuit dans sa configuration actuelle est construit en 2009 (hors des anciennes pistes d'avions), et un partenariat est conclu avec l'école de pilotage Francis Maillet Compétition, installée sur place depuis 1998.
Le site de Chambley Planet'air sur lequel est implanté le circuit est connu pour le plus grand rassemblement de montgolfières au monde, le Mondial Air Ballons, qui s'y tient tous les deux ans.
Loué depuis 1998 à Francis Maillet sous délégation de service public, le circuit est racheté le 1er janvier 2022 par la société Géoparc qui prévoit des travaux de réaménagement de la piste très sinueuse, la construction de stands et d'une tribune pour les visiteurs à partir de fin 2023.

## Piste secondaire
Il existe une piste secondaire plus courte, d'une longueur d'environ 1,5 km, à l'intérieur du circuit (il est possible de continuer tout droit à la sortie du virage no 6 pour revenir au virage no 15) sur laquelle sont organisés les stages de pilotage.